# Açores (circonscription électorale)
Pour les articles homonymes, voir Açores (homonymie).
La circonscription électorale des Açores est une circonscription électorale du Portugal, utilisée pour les élections législatives.
Ses frontières correspondent à la région autonome (et à l'archipel) du même nom.

## Résultats

### Années 2020

#### 2025
| Parti                                      | Parti                                     | Voix    | %     | +/-  | Sièges | +/-           |
| ------------------------------------------ | ----------------------------------------- | ------- | ----- | ---- | ------ | ------------- |
|                                            | Alliance démocratique (AD) (PSD-PP-PPM)   | 36 886  | 38,13 | 3,15 | 3      | 1             |
|                                            | Parti socialiste (PS)                     | 23 825  | 24,63 | 5,60 | 1      | 1             |
|                                            | Chega (CH)                                | 23 059  | 23,83 | 7,51 | 1      | en stagnation |
|                                            | Initiative libérale (IL)                  | 3 484   | 3,60  | 0,79 | 0      | en stagnation |
|                                            | LIBRE (L)                                 | 2 539   | 2,62  | 0,85 | 0      | en stagnation |
|                                            | Bloc de gauche (BE)                       | 2 106   | 2,18  | 1,35 | 0      | en stagnation |
|                                            | Alternative démocratique nationale (ADN)  | 1 666   | 1,72  | 0,91 | 0      | en stagnation |
|                                            | Personnes–Animaux–Nature (PAN)            | 1 314   | 1,36  | 0,26 | 0      | en stagnation |
|                                            | Coalition démocratique unitaire (PCP-PEV) | 1 224   | 1,27  | 0,14 | 0      | en stagnation |
|                                            | Ensemble pour le peuple (JPP)             | 271     | 0,28  | 0,07 | 0      | en stagnation |
|                                            | Réagir, inclure, recycler (RIR)           | 135     | 0,14  | 0,02 | 0      | en stagnation |
|                                            | Ergue-te (E)                              | 119     | 0,12  | 0,06 | 0      | en stagnation |
|                                            | Parti de la Terre (MPT)                   | 122     | 0,13  | N/A  | 0      | en stagnation |
|                                            |                                           |         |       |      |        |               |
| Suffrages exprimés                         | Suffrages exprimés                        | 96 750  | 95,88 |      |        |               |
| Votes blancs                               | Votes blancs                              | 3 010   | 2,98  |      |        |               |
| Votes invalides                            | Votes invalides                           | 1 150   | 1,14  |      |        |               |
| Total                                      | Total                                     | 100 910 | 100   | –    | 5      | en stagnation |
| Abstentions                                | Abstentions                               | 129 379 | 56,18 |      |        |               |
| Inscrits/Participation                     | Inscrits/Participation                    | 230 289 | 43,82 |      |        |               |
|                                            |                                           |         |       |      |        |               |
| Source: Commission nationale des élections |                                           |         |       |      |        |               |

| Parti | Parti | Parti | Parti   | Députés                                                  |
| ----- | ----- | ----- | ------- | -------------------------------------------------------- |
|       | AD    |       | PPD/PSD | - Paulo Botelho - Francisco Duarte - Maria Nuna Monteiro |
|       | PS    | PS    | PS      | - Francisco Vital Gomes                                  |
|       | CH    | CH    | CH      | - Francisco Meneses                                      |

#### 2024
| Parti                                      | Parti                                    | Voix    | %     | +/-   | Sièges | +/-           |
| ------------------------------------------ | ---------------------------------------- | ------- | ----- | ----- | ------ | ------------- |
|                                            | Alliance démocratique (AD) (PSD-PP-PPM)  | 42 352  | 41,28 | 6,21  | 2      | en stagnation |
|                                            | Parti socialiste (PS)                    | 31 016  | 30,23 | 14,14 | 2      | 1             |
|                                            | Chega (CH)                               | 16 749  | 16,32 | 10,14 | 1      | 1             |
|                                            | Bloc de gauche (BE)                      | 3 622   | 3,53  | 0,94  | 0      | en stagnation |
|                                            | Initiative libérale (IL)                 | 2 882   | 2,81  | 1,48  | 0      | en stagnation |
|                                            | Libre (L)                                | 1 817   | 1,77  | 0,83  | 0      | en stagnation |
|                                            | Personnes–Animaux–Nature (PAN)           | 1 659   | 1,62  | 0,19  | 0      | en stagnation |
|                                            | Coalition démocratique unitaire (CDU)    | 1 161   | 1,13  | 0,42  | 0      | en stagnation |
|                                            | Alternative démocratique nationale (ADN) | 827     | 0,81  | 0,21  | 0      | en stagnation |
|                                            | Ensemble pour le peuple (JPP)            | 213     | 0,21  | Nv.   | 0      | en stagnation |
|                                            | Réagir, inclure, recycler (RIR)          | 123     | 0,12  | 0,13  | 0      | en stagnation |
|                                            | Volt Portugal (VP)                       | 115     | 0,11  | 0,03  | 0      | en stagnation |
|                                            | Ergue-te (E)                             | 64      | 0,06  | 0,01  | 0      | en stagnation |
|                                            |                                          |         |       |       |        |               |
| Suffrages exprimés                         | Suffrages exprimés                       | 102 600 | 96,54 |       |        |               |
| Votes blancs                               | Votes blancs                             | 2 621   | 2,47  |       |        |               |
| Votes nuls                                 | Votes nuls                               | 1 056   | 0,99  |       |        |               |
| Total                                      | Total                                    | 106 277 | 100   | -     | 5      | en stagnation |
| Abstention                                 | Abstention                               | 123 805 | 53,81 |       |        |               |
| Inscrits/Participation                     | Inscrits/Participation                   | 230 082 | 46,19 |       |        |               |
|                                            |                                          |         |       |       |        |               |
| Source: Commission nationale des élections |                                          |         |       |       |        |               |

| Parti | Parti | Parti | Parti   | Députés                            |
| ----- | ----- | ----- | ------- | ---------------------------------- |
|       | AD    |       | PPD/PSD | - Paulo Moniz - Francisco Pimentel |
|       | PS    | PS    | PS      | - Sergio Avila - Francisco César   |
|       | CH    | CH    | CH      | - Miguel Arruda                    |

#### 2022
| Parti                                      | Parti                                              | Voix    | %     | +/-  | Sièges | +/-           |
| ------------------------------------------ | -------------------------------------------------- | ------- | ----- | ---- | ------ | ------------- |
|                                            | Parti socialiste (PS)                              | 35 838  | 44,37 | 1,61 | 3      | en stagnation |
|                                            | Alliance démocratique (AD) (PSD-PP-PPM)            | 28 330  | 35,07 | 2,85 | 2      | en stagnation |
|                                            | Chega (CH)                                         | 4 991   | 6,18  | 5,28 | 0      | en stagnation |
|                                            | Bloc de gauche (BE)                                | 3 613   | 4,47  | 4,04 | 0      | en stagnation |
|                                            | Initiative libérale (IL)                           | 3 466   | 4,29  | 3,56 | 0      | en stagnation |
|                                            | Coalition démocratique unitaire (CDU)              | 1 249   | 1,55  | 1,06 | 0      | en stagnation |
|                                            | Personnes–Animaux–Nature (PAN)                     | 1 159   | 1,43  | 1,40 | 0      | en stagnation |
|                                            | Libre (L)                                          | 759     | 0,94  | 0,03 | 0      | en stagnation |
|                                            | Alternative démocratique nationale (ADN)           | 486     | 0,60  | 0,47 | 0      | en stagnation |
|                                            | Parti communiste des travailleurs portugais (PCTP) | 322     | 0,40  | 0,27 | 0      | en stagnation |
|                                            | Réagir, inclure, recycler (RIR)                    | 201     | 0,25  | Nv.  | 0      | en stagnation |
|                                            | Parti de la Terre (MPT)                            | 150     | 0,19  | 0,23 | 0      | en stagnation |
|                                            | Mouvement Alternative socialiste (MAS)             | 88      | 0,11  | 0,03 | 0      | en stagnation |
|                                            | Volt Portugal (VP)                                 | 67      | 0,08  | Nv.  | 0      | en stagnation |
|                                            | Ergue-te (E)                                       | 55      | 0,07  | 0,27 | 0      | en stagnation |
|                                            |                                                    |         |       |      |        |               |
| Suffrages exprimés                         | Suffrages exprimés                                 | 80 774  | 96,46 |      |        |               |
| Votes blancs                               | Votes blancs                                       | 2 090   | 2,50  |      |        |               |
| Votes nuls                                 | Votes nuls                                         | 873     | 1,04  |      |        |               |
| Total                                      | Total                                              | 83 737  | 100   | -    | 5      | en stagnation |
| Abstention                                 | Abstention                                         | 145 285 | 63,44 |      |        |               |
| Inscrits/Participation                     | Inscrits/Participation                             | 229 022 | 36,56 |      |        |               |
|                                            |                                                    |         |       |      |        |               |
| Source: Commission nationale des élections |                                                    |         |       |      |        |               |

| Parti | Parti | Parti | Parti   | Députés                                             |
| ----- | ----- | ----- | ------- | --------------------------------------------------- |
|       | PS    | PS    | PS      | - Sergio Avila - Francisco César - Isabel Rodrigues |
|       | AD    |       | PPD/PSD | - Paulo Moniz - Francisco Pimentel                  |

### Années 2010

#### 2019
| Parti                                      | Parti                                              | Voix    | %     | +/-           | Sièges | +/-           |
| ------------------------------------------ | -------------------------------------------------- | ------- | ----- | ------------- | ------ | ------------- |
|                                            | Parti socialiste (PS)                              | 33 473  | 42,76 | 0,29          | 3      | en stagnation |
|                                            | Parti social-démocrate (PPD/PSD)                   | 25 258  | 32,26 | 5,64          | 2      | en stagnation |
|                                            | Bloc de gauche (BE)                                | 6 662   | 8,51  | 0,27          | 0      | en stagnation |
|                                            | CDS – Parti populaire (CDS-PP)                     | 4 014   | 5,13  | N/A           | 0      | en stagnation |
|                                            | Personnes–Animaux–Nature (PAN)                     | 2 212   | 2,83  | 1,91          | 0      | en stagnation |
|                                            | Coalition démocratique unitaire (CDU)              | 2 045   | 2,61  | en stagnation | 0      | en stagnation |
|                                            | Alliance (A)                                       | 732     | 0,94  | Nv.           | 0      | en stagnation |
|                                            | Libre (L)                                          | 714     | 0,91  | 0,54          | 0      | en stagnation |
|                                            | Chega (CH)                                         | 707     | 0,90  | Nv.           | 0      | en stagnation |
|                                            | Initiative libérale (IL)                           | 568     | 0,73  | Nv.           | 0      | en stagnation |
|                                            | Parti communiste des travailleurs portugais (PCTP) | 528     | 0,67  | en stagnation | 0      | en stagnation |
|                                            | Parti populaire monarchiste (PPM)                  | 418     | 0,53  | N/A           | 0      | en stagnation |
|                                            | Parti de la Terre (MPT)                            | 327     | 0,42  | 0,08          | 0      | en stagnation |
|                                            | Parti national rénovateur (PNR)                    | 269     | 0,34  | 0,14          | 0      | en stagnation |
|                                            | Parti travailliste portugais (PTP)                 | 146     | 0,19  | N/A           | 0      | en stagnation |
|                                            | Mouvement Alternative socialiste (MAS)             | 113     | 0,14  | N/A           | 0      | en stagnation |
|                                            | Parti démocratique républicain (PDR)               | 99      | 0,13  | 0,44          | 0      | en stagnation |
|                                            |                                                    |         |       |               |        |               |
| Suffrages exprimés                         | Suffrages exprimés                                 | 78 285  | 93,69 |               |        |               |
| Votes blancs                               | Votes blancs                                       | 3 926   | 4,69  |               |        |               |
| Votes nuls                                 | Votes nuls                                         | 1 350   | 1,62  |               |        |               |
| Total                                      | Total                                              | 83 561  | 100   | -             | 5      | en stagnation |
| Abstention                                 | Abstention                                         | 145 385 | 63,50 |               |        |               |
| Inscrits/Participation                     | Inscrits/Participation                             | 228 946 | 36,50 |               |        |               |
|                                            |                                                    |         |       |               |        |               |
| Source: Commission nationale des élections |                                                    |         |       |               |        |               |

| Parti | Parti   | Parti   | Parti   | Députés                                                  |
| ----- | ------- | ------- | ------- | -------------------------------------------------------- |
|       | PS      | PS      | PS      | - João Azevedo Castro - Lara Martinho - Isabel Rodrigues |
|       | PPD/PSD | PPD/PSD | PPD/PSD | - Paulo Moniz - Antonio Ventura                          |

#### 2015
| Parti                                      | Parti                                              | Voix    | %     | +/-   | Sièges | +/-           |
| ------------------------------------------ | -------------------------------------------------- | ------- | ----- | ----- | ------ | ------------- |
|                                            | Parti socialiste (PS)                              | 37 720  | 42,47 | 15,55 | 3      | 1             |
|                                            | Parti social-démocrate (PPD/PSD)                   | 33 665  | 37,90 | 11,59 | 2      | 1             |
|                                            | Bloc de gauche (BE)                                | 7 323   | 8,24  | 3,64  | 0      | en stagnation |
|                                            | Alliance des Açores (AA) (CDS/PP-PPM)              | 3 624   | 4,08  | 8,88  | 0      | en stagnation |
|                                            | Coalition démocratique unitaire (CDU)              | 2 321   | 2,61  | 0,05  | 0      | en stagnation |
|                                            | Personnes–Animaux–Nature (PAN)                     | 816     | 0,92  | 0,04  | 0      | en stagnation |
|                                            | Nous, citoyens ! (NC)                              | 769     | 0,87  | Nv.   | 0      | en stagnation |
|                                            | Parti communiste des travailleurs portugais (PCTP) | 593     | 0,67  | 0,11  | 0      | en stagnation |
|                                            | Parti démocrate républicain (PDR)                  | 511     | 0,57  | Nv.   | 0      | en stagnation |
|                                            | Parti uni des retraités (PURP)                     | 346     | 0,39  | Nv.   | 0      | en stagnation |
|                                            | Libre (L)                                          | 331     | 0,37  | Nv.   | 0      | en stagnation |
|                                            | AGIR (PTP-MAS)                                     | 318     | 0,36  | 0,02  | 0      | en stagnation |
|                                            | Parti de la Terre (MPT)                            | 300     | 0,34  | 0,02  | 0      | en stagnation |
|                                            | Parti national rénovateur (PNR)                    | 180     | 0,20  | 0,05  | 0      | en stagnation |
|                                            |                                                    |         |       |       |        |               |
| Suffrages exprimés                         | Suffrages exprimés                                 | 88 817  | 95,09 |       |        |               |
| Votes blancs                               | Votes blancs                                       | 3 036   | 3,25  |       |        |               |
| Votes nuls                                 | Votes nuls                                         | 1 554   | 1,66  |       |        |               |
| Total                                      | Total                                              | 93 407  | 100   | -     | 5      | en stagnation |
| Abstention                                 | Abstention                                         | 133 633 | 58,86 |       |        |               |
| Inscrits/Participation                     | Inscrits/Participation                             | 227 040 | 41,14 |       |        |               |
|                                            |                                                    |         |       |       |        |               |
| Source: Commission nationale des élections |                                                    |         |       |       |        |               |

| Parti | Parti   | Parti   | Parti   | Députés                                              |
| ----- | ------- | ------- | ------- | ---------------------------------------------------- |
|       | PS      | PS      | PS      | - João Azevedo Castro - Carlos César - Lara Martinho |
|       | PPD/PSD | PPD/PSD | PPD/PSD | - Berta Cabral - Antonio Ventura                     |

#### 2011
| Parti                                      | Parti                                              | Voix    | %     | +/-   | Sièges | +/-           |
| ------------------------------------------ | -------------------------------------------------- | ------- | ----- | ----- | ------ | ------------- |
|                                            | Parti social-démocrate (PPD/PSD)                   | 42 622  | 49,49 | 12,74 | 3      | 1             |
|                                            | Parti socialiste (PS)                              | 23 189  | 26,92 | 13,92 | 2      | 1             |
|                                            | CDS – Parti populaire (CDS-PP)                     | 10 896  | 12,65 | 2,03  | 0      | en stagnation |
|                                            | Bloc de gauche (BE)                                | 3 965   | 4,60  | 2,92  | 0      | en stagnation |
|                                            | Coalition démocratique unitaire (CDU)              | 2 288   | 2,66  | 0,40  | 0      | en stagnation |
|                                            | Personnes–Animaux–Nature (PAN)                     | 756     | 0,88  | Nv.   | 0      | en stagnation |
|                                            | Parti communiste des travailleurs portugais (PCTP) | 669     | 0,78  | 0,12  | 0      | en stagnation |
|                                            | Parti démocrate de l'Atlantique (PDA)              | 389     | 0,45  | Abs.  | 0      | en stagnation |
|                                            | Parti de la Terre (MPT)                            | 314     | 0,36  | 0,05  | 0      | en stagnation |
|                                            | Parti travailliste portugais (PTP)                 | 293     | 0,34  | Abs.  | 0      | en stagnation |
|                                            | Parti populaire monarchiste (PPM)                  | 271     | 0,31  | 0,03  | 0      | en stagnation |
|                                            | Mouvement Espoir pour le Portugal (MEP)            | 257     | 0,29  | 0,01  | 0      | en stagnation |
|                                            | Parti national rénovateur (PNR)                    | 219     | 0,25  | Abs.  | 0      | en stagnation |
|                                            |                                                    |         |       |       |        |               |
| Suffrages exprimés                         | Suffrages exprimés                                 | 86 128  | 95,41 |       |        |               |
| Votes blancs                               | Votes blancs                                       | 3 250   | 3,60  |       |        |               |
| Votes nuls                                 | Votes nuls                                         | 898     | 0,99  |       |        |               |
| Total                                      | Total                                              | 90 276  | 100   | -     | 5      | en stagnation |
| Abstention                                 | Abstention                                         | 134 683 | 59,87 |       |        |               |
| Inscrits/Participation                     | Inscrits/Participation                             | 224 959 | 40,13 |       |        |               |
|                                            |                                                    |         |       |       |        |               |
| Source: Commission nationale des élections |                                                    |         |       |       |        |               |

| Parti | Parti   | Parti   | Parti   | Députés                                      |
| ----- | ------- | ------- | ------- | -------------------------------------------- |
|       | PPD/PSD | PPD/PSD | PPD/PSD | - Mota Amaral - Lidia Bulcão - Joaquim Ponte |
|       | PS      | PS      | PS      | - Carlos Enes - Ricardo Rodrigues            |